# Ultra XGA
UXGA, of Ultra eXtended Graphics Array is een naam voor een verzameling technische technische afspraken om computermonitoren aan te sturen.
Deze standaard staat voor een resolutie van 1600 × 1200 beeldpunten in de beeldverhouding 4:3. Dit is precies vier keer zo veel als SVGA.

## Voorkomen
UXGA was enige tijd een veel toegepaste resolutie voor 15-inch laptop-beeldschermen. Er zijn ook enkele 14-inch laptop LCD's met UXGA geweest, zoals de Dell Inspiron 4100, maar deze zijn erg zeldzaam.
Desktop-monitoren met UXGA als native resolutie zijn vooral gemaakt met een afmeting van 20 inch en 21,3 inch.

## Breedbeeld
Er bestaat een breedbeeldvariant van UXGA met een resolutie van 1920 × 1200. Deze wordt WUXGA genoemd.
CGA ·
EGA ·
XGA ·
Hercules ·
MDA ·
MCGA ·
QVGA ·
SVGA ·
SXGA ·
UXGA ·
VGA ·
WXGA